# Strofe
Een strofe of couplet is een onderdeel van een gedicht of lied en bevat doorgaans een zekere gedachte-eenheid. Het uiterlijke kenmerk van de strofe is dat er zich voor en na de strofe een witregel bevindt.
Een strofe in een gedicht kan worden vergeleken met een alinea in een tekst. De strofe wordt ook wel een vers genoemd, al is dit zeer verwarrend, omdat met een dichtvers normaal gezien 1 regel wordt aangeduid. In een liedtekst heet de strofe ook wel couplet, ter onderscheid van het refrein. Het woord strofe komt van het Griekse στροφη en betekent letterlijk draaiing, wending. 
Bijzondere vormen hebben een aparte naam. Zo heet
- een tweeregelige strofe een distichon
- een drieregelige een terzine of terzet (in een sonnet)
- een vierregelige een kwatrijn
- een vijfregelige een kwintijn of kwintet
- een zesregelige een sextet
- een zevenregelige een septet
- een achtregelige een octaaf
- een negenregelige een novet

In algemene zin wordt voor strofen van vijf of meer regels ook de benaming stanza gebruikt.
distichon (2 versregels) · terzine (3 versregels) · kwatrijn (4 versregels) · kwintijn (5 versregels) · stanza (5 of meer versregels) · sextet (6 versregels) · octaaf (8 versregels) · sonnet (specifieke dichtvorm bestaande uit 14 versregels) · vrije poëzie (zonder vaste dichtvorm)